# Le Dossier Nelligan

Le Dossier Nelligan est un long métrage en couleurs, de 81 minutes, réalisé par Claude Fournier en 1968, commandité par l'Office du film du Québec.

## Synopsis
Le film se présente comme un procès dont l'enjeu est de déterminer si Nelligan était fou ou génial. Mandaté par le ministère des Affaires culturelles, un juge, Paul Hébert, assisté de deux procureurs, Luc Durand et François Tassé, fait l'étude du dossier du poète et appelle à la barre un certain nombre de témoins : Luc Lacourcière, biographe et auteur d'une édition critique de l'œuvre; Béatrice Hudon-Campbell, cousine du poète; Gilles Corbeil (1920-1986), fondateur du Prix Gilles-Corbeil, fils de l'homme d'affaires Émile Corbeil et de Gertrude Nelligan, sœur d'Émile; Guillaume Lahaise, poète et psychiatre à la retraite de l'Hôpital Saint-Jean-de-Dieu; et les poètes Gaston Miron qui l'aime et le juge important, Michel Beaulieu, qui se montre méprisant et Alfred DesRochers, qui fait l'éloge du poète et de son ami Louis Dantin.

## Réception
Le film est très mal reçu par la critique. Présenté à la télévision de Radio-Canada le 20 avril 1969, il fait l'objet d'une violente protestation de la part d'un groupe de cinéastes qui écrivent une lettre dans le journal Le Devoir demandant que le film soit retiré de la circulation : 

« Un jeune poète de 18 ans, Émile Nelligan, a eu cette année le malheur de tomber dans les pattes d'un potineur, cinéaste sans morale et sans éthique, plus soucieux de gracieusetés de montage syncopé et de crocs-en-jambe indécents à ses interviewés, que de vérité historique complète et de respect pour tout être humain, en particulier s’il s'agit d'un poète maudit et d'un homme dont l'esprit s'effondra. 
Ce qui est inacceptable aussi, c’est que Claude Fournier n’ait rien pu trouver de mieux pour parler d’Émile Nelligan et son époque que ce procédé douteux du procès en justice, pire encore qu’un procès, puisqu’il a commandé à des comédiens déguisés en juge et en avocats des mines et des moues insupportables de fausseté, à partir desquelles il a joué celui à qui on ne la fait pas.

Nous reconnaissons à M. Claude Fournier le droit de ne pas aimer la poésie, de mépriser Émile Nelligan, de devoir accepter pour «une poignée de dollars» des sujets qu'au fond il n'aime pas, mais c'est aussi notre droit de dénoncer cette entreprise sinistre parce que superficielle qui a été la sienne, le manque de rigueur du ministère qui a payé ce film coûteux, comme c'est encore notre droit de nous porter à la défense d'un poète maudit, victime après sa mort de ce qu'il faut bien appeler un vicieux qui n'a pas d'excuses. Car Claude fournier n'a pas le choix, ou il était mal intentionné, ou il est d'une bêtise que même ses amis ne soupçonnaient pas. Dans le premier cas, il mérite le mépris. Dans le deuxième, il est bien à plaindre. Pour toutes ces raisons, les soussignés demandent : Que ce film soit retiré de la circulation; Que le dossier Nelligan qui reste à faire soit confié à un cinéaste qui aime la poésie, qui respecte Émile Nelligan et à qui il ne soit pas nécessaire de rappeler qu'il est gênant pour quiconque de voir un tribunal de comédie se pencher sur un poète mort. 
Ont signé : Gérald Godin, Jacques Godbout, Pierre Maheu, Marcel Carrière, André Pâquet, Louis Portugais, Guy L. Coté, Brigitte Sauriol, Werner Nold, Denys Arcand, Alain Dostie (et plusieurs artistes d'autres disciplines),. »

Ce film, qui prétendait interroger le « mythe » de Nelligan, s'intéressait surtout à l'homme malade. Il repose sur cette fausse alternative énoncée dans la conclusion par l'avocat général : « Est-ce le drame de la maladie qui a fait naître la poésie, ou bien la poésie qui a engendré la maladie ». 
Comme le note Wyczynski, ce film « n'est qu'une longue et ennuyeuse discussion sur la schizophrénie dont le prétexte — rendre justice à Nelligan — a tourné court, faute de compétence en la matière. Un seul poème se fait entendre dans ce film comme un long et sinistre hurlement de « la Vierge noire ». »